# Røysa
Røysa (norwegisch für Steinhaufen) ist ein 2120 m hoher Nunatak im ostantarktischen Königin-Maud-Land. Er ragt nordöstlich des Sarkofagen im Borchgrevinkisen am nordöstlichen Ende des Fimbulheimen auf.
Wissenschaftler des Norwegischen Polarinstituts benannten 1968.